# Епіт (цар Мессенії)
Епіт (дав.-гр. Αἴπυτος; помер у 1017 році до н. е.) — напівлегендарний цар Мессенії з роду Гераклідів, правління якого датують 1070—1017 роками до н. е. Родоначальник династії Епітидів.

## Життєпис
Епіт належав до роду Гераклідів і був нащадком Геракла у п'ятому поколінні. Його батько Кресфонт спільно з братом Теменом і племінниками Еврісфеном і Проклом завоювали Пелопоннес, причому при розподілі нових земель Кресфонту за жеребом дісталася Мессенія. Матір'ю Епіта була Меропа, дочка царя Аркадії Кіпсела; батько останнього теж мав ім'я Епіт.
Батько Епіта під час свого правління Мессенією зіткнувся з невдоволенням знаті та був убитий змовниками разом зі старшими синами. Престол Мессенії захопив Поліфонт, який, згідно з однією з версій, насильно одружився з Меропою. Епіт залишився в живих. Згідно Павсанію і Псевдо-Аполлодору, він виховувався тоді у свого діда в Аркадії, а Микола Дамаський пише, що Епіт з'явився на світ вже після смерті Кресфонта: вагітна Меропа приїхала в гості до батька і в місті Трапезунт народила сина.
Досягнувши дорослих років, Епіт помстився вбивцям батька і став царем Мессенії. Павсаній пише, що це сталося в результаті війни, в якій царевича підтримали аркадяни на чолі з його дядьком по матері Голеасом і дорійці — двоюрідні брати Епіта Істмій із Аргоса і Прокл з Еврісфеном зі Спарти. Гай Юлій Гігін, який називає Епіта Телефонтом, виклав зовсім іншу версію. Згідно з цим автором, син Меропи виховувався після загибелі батька в будинку «якогось етолійця». Ставши дорослим, царевич дізнався, що Поліфонт оголосив щедру нагороду за його голову; тоді Телефонт під чужим ім'ям приїхав до столиці Мессенії та зажадав нагороду, сказавши, що вбив сина Кресфонта. Меропа вже збиралася зарубати його, сплячого, сокирою, щоб помститися за сина, але в останній момент старий слуга все їй пояснив. Тоді Меропа і Телефонт спільно вбили Поліфонта. Надалі, за словами античних авторів, Епіт правив дуже мудро, залучаючи на свій бік народ подарунками, а аристократів — «ввічливістю». В результаті мессенці в знак подяки та поваги стали називати його нащадків не Гераклідами, а Епітидами.
Епіт став персонажем трагедії Евріпіда «Кресфонт», текст якої повністю втрачено. У цій п'єсі розповідається про помсту Поліфонту; при цьому сина Меропи там звуть не Епітом, а Кресфонтом.
Дослідники відносять Епітидів, включаючи їх родоначальника, до числа повністю або частково легендарних правителів. Загибель Кресфонта датується 1084 роком до н. е., помста Епіта за батька і його воцаріння в Мессенії — 1070 роком до н. е., а смерть Епіта — 1017 роком до н. е.

## Нащадки
Сином і наступником Епіта був Главк. Епітиди правили Мессенією протягом ще кількох поколінь. Античні автори повідомляють, що під час першої війни зі Спартою у VIII столітті до н. е. мессенцям була передбачена перемога в разі, якщо вони принесуть в жертву богам «діву чисту Епіта крові». За даними деяких джерел, таке жертвопринесення було визнано неможливим, оскільки Епіт свого часу привів на батьківщину чужоземну армію, а значить, кров його нащадків чистою не була. В результаті Мессенія була завойована спартанцями.